# Hypsiforma seyrigi
Hypsiforma seyrigi är en fjärilsart som beskrevs av Pierre E.L. Viette 1954. Hypsiforma seyrigi ingår i släktet Hypsiforma och familjen nattflyn. Inga underarter finns listade i Catalogue of Life.